# Други А разред Београдског подсавеза у фудбалу 1953/54.
За такмичарску сезону 1953/54. годину такмичење у Београдском подсавезу одвијао се у 4 степена:
- Подсавезна лига Београда,
- Разред,
- Разред и
- Разред

/А разред подсавеза Београда у сезони 1953/54. бројао је 12 клубова. Виши степен такмичења је I разред подсавеза Београда, а нижи III разред подсавеза Београда.
Захваљујући својим пласманима на крају сезоне 1953/54. следећи клубови су променили ранг:
- У Први разред подсавеза Београда
  - „21. Мај” из Кнежевца се као првопласирани тим /А разреда Београдског подсавеза. Дао је 72, а примио 22 гола, гол разлика 50 гол и освојио 37 бодова.
  - Палилулац из Београда као другопласирани из /А разреда Београдског подсавеза.
  - Напредак из Железника кроз бараж са трећепласираним тимом из /Б разреда Београдског подсавеза.
- Јадран из Београда као најлошије пласирани тим /А разреда Београдског подсавеза такмичење наставља у III разреду Београдског подсавеза.

## Клубови
| #   | КЛУБ          | МЕСТО          | Дрес        |
| --- | ------------- | -------------- | ----------- |
| 1.  | Јадран        | Београд        | љубичасти   |
| 2.  | Железник      | Железник       |             |
| 3.  | Кошутњак      | Београд        | плави       |
| 4.  | Кнежевац      | Кнежевац       | зелено—бели |
| 5.  | Макиш         | Београд        | плави       |
| 6.  | Михајло Пупин | Београд        | црно—бели   |
| 7.  | Победа        | Београд        | плави       |
| 8.  | Црвена звезда | Мали Мокри Луг | црвено—бели |
| 9.  | Напредак      | Железник       | плаво—бели  |
| 10. | „21. мај“     | Кнежевац       | плави       |
| 11. | Младост       | Кнежевац       | плаво—бели  |
| 12. | Палилулац     | Београд        | зелено—бели |

## Резултати по колима
| ЈЕСЕЊИ ДЕО ПРВЕНСТВА | ЈЕСЕЊИ ДЕО ПРВЕНСТВА |
| -------------------- | -------------------- |

| 1. коло, 6. септембра 1953. | 1. коло, 6. септембра 1953. |
| --------------------------- | --------------------------- |
| Јадран — Макиш              | 2:1                         |
| Железник — Палилулац        | 6:0                         |
| Кошутњак — Младост          | 1:3                         |
| Кнежевац — „21. мај“        | 0:4                         |
| Михајло Пупин — Напредак    | 4:1                         |
| Победа — Црвена звезда(ММЛ) | 3:0                         |

| 2. коло, 13. септембра 1953. | 2. коло, 13. септембра 1953. |
| ---------------------------- | ---------------------------- |
| Макиш — Црвена звезда(ММЛ)   | 2:2                          |
| Напредак — Победа            | 5:1                          |
| „21. мај“ — Михајло Пупин    | 2:0                          |
| Младост — Кнежевац           | 0:4                          |
| Палилулац — Кошутњак         | 1:2                          |
| Јадран — Железник            | 3:5                          |

| 3. коло, 20. септембра 1953.  | 3. коло, 20. септембра 1953. |
| ----------------------------- | ---------------------------- |
| Железник — Макиш              | 4:3                          |
| Кошутњак — Јадран             | 1:0                          |
| Кнежевац — Палилулац          | 0:1                          |
| Михајло Пупин — Младост       | 3:2                          |
| Победа — „21. мај“            | 1:5                          |
| Црвена звезда(ММЛ) — Напредак | 3:5                          |

| 4. коло, 27. септембра 1953. | 4. коло, 27. септембра 1953. |
| ---------------------------- | ---------------------------- |
| Макиш — Напредак             | 1:5                          |
| „21. мај“ — Црвена звезда    | 8:0                          |
| Младост — Победа             | 4:4                          |
| Палилулац — Михајло Пупин    | 4:0                          |
| Јадран — Кнежевац            | 2:4                          |
| Железник — Кошутњак          | 2:2                          |

| 5. коло, 4. октобра 1953.    | 5. коло, 4. октобра 1953. |
| ---------------------------- | ------------------------- |
| Кошутњак — Макиш             | 6:1                       |
| Кнежевац — Железник          | 3:0                       |
| Михајло Пупин — Јадран       | 1:1                       |
| Победа — Палилулац           | 1:2                       |
| Црвена звезда(ММЛ) — Младост | 6:3                       |
| Напредак — „21. мај“         | 3:3                       |

| 6. коло, 11. октобра 1953.     | 6. коло, 11. октобра 1953. |
| ------------------------------ | -------------------------- |
| Макиш — „21. мај“              | 2:2                        |
| Младост — Напредак             | 4:6                        |
| Палилулац — Црвена звезда(ММЛ) | 9:0                        |
| Јадран — Победа                | 2:6                        |
| Железник — Михајло Пупин       | 6:0                        |
| Кошутњак — Кнежевац            | 2:2                        |

| 7. коло, 18. октобра 1953.  | 7. коло, 18. октобра 1953. |
| --------------------------- | -------------------------- |
| Кнежевац — Макиш            | 4:1                        |
| Михајло Пупин — Кошутњак    | 1:2                        |
| Победа — Железник           | 2:2                        |
| Црвена звезда(ММЛ) — Јадран | 6:0                        |
| Напредак — Палилулац        | 1:1                        |
| „21. мај“ — Младост         | 10:1                       |

| 8. коло, 25. октобра 1953.    | 8. коло, 25. октобра 1953. |
| ----------------------------- | -------------------------- |
| Макиш — Младост               | 2:1                        |
| Палилулац — „21. мај“         | 2:2                        |
| Јадран — Напредак             | 0:2                        |
| Железник — Црвена звезда(ММЛ) | 6:0                        |
| Кошутњак — Победа             | 2:5                        |
| Кнежевац — Михајло Пупин      | 4:1                        |

| 9. коло, 1. новембра 1953.    | 9. коло, 1. новембра 1953. |
| ----------------------------- | -------------------------- |
| Михајло Пупин — Макиш         | 7:0                        |
| Победа — Кнежевац             | 2:0                        |
| Црвена звезда(ММЛ) — Кошутњак | 6:4                        |
| Напредак — Железник           | 1:2                        |
| „21. мај“ — Јадран            | 5:1                        |
| Младост — Палилулац           | 0:6                        |

| 10. коло, 8. новембра 1953.   | 10. коло, 8. новембра 1953. |
| ----------------------------- | --------------------------- |
| Макиш — Палилулац             | 2:3                         |
| Јадран — Младост              | 3:1                         |
| Железник — „21. мај“          | 2:1                         |
| Кошутњак — Напредак           | 3:0                         |
| Кнежевац — Црвена звезда(ММЛ) | 3:0                         |
| Михајло Пупин — Победа        | 2:10                        |

| 11. коло, 15. новембра 1953.       | 11. коло, 15. новембра 1953. |
| ---------------------------------- | ---------------------------- |
| Победа — Макиш                     | 3:0                          |
| Црвена звезда(ММЛ) — Михајло Пупин | 1:1                          |
| Напредак — Кнежевац                | 2:3                          |
| „21. мај“ — Кошутњак               | 3:2                          |
| Младост — Железник                 | 2:1                          |
| Палилулац — Јадран                 | 3:0                          |

| ПРОЛЕЋНИ ДЕО ПРВЕНСТВА | ПРОЛЕЋНИ ДЕО ПРВЕНСТВА |
| ---------------------- | ---------------------- |

| 12. коло, 21. марта 1954.   | 12. коло, 21. марта 1954. |
| --------------------------- | ------------------------- |
| Макиш — Јадран              | 2:0                       |
| Палилулац — Железник        | 2:0                       |
| Младост — Кошутњак          | 1:4                       |
| „21. мај“ — Кнежевац        | 1:0                       |
| Напредак — Михајло Пупин    | 1:2                       |
| Црвена звезда(ММЛ) — Победа | 7:0                       |

| 13. коло, 28. марта 1954.  | 13. коло, 28. марта 1954. |
| -------------------------- | ------------------------- |
| Црвена звезда(ММЛ) — Макиш | 2:2                       |
| Победа — Напредак          | 1:1                       |
| Михајло Пупин — „21. мај“  | 0:2                       |
| Кнежевац — Младост         | 3:3                       |
| Кошутњак — Палилулац       | 1:2                       |
| Железник — Јадран          | 3:1                       |

| 14. коло, 4. априла 1954.     | 14. коло, 4. априла 1954. |
| ----------------------------- | ------------------------- |
| Макиш — Железник              | 1:2                       |
| Јадран — Кошутњак             | 1:4                       |
| Палилулац — Кнежевац          | 1:0                       |
| Младост — Михајло Пупин       | 2:1                       |
| „21. мај“ — Победа            | 6:0                       |
| Напредак — Црвена звезда(ММЛ) | 4:0                       |

| 15. коло, 11. априла 1954.     | 15. коло, 11. априла 1954. |
| ------------------------------ | -------------------------- |
| Напредак — Макиш               | 4:0                        |
| Црвена звезда(ММЛ) — „21. мај“ | 1:2                        |
| Победа — Младост               | 2:0                        |
| Михајло Пупин — Палилулац      | 1:1                        |
| Кнежевац — Јадран              | 4:1                        |
| Кошутњак — Железник            | 4:0                        |

| 12. коло, 21. марта 1954.   | 12. коло, 21. марта 1954. |
| --------------------------- | ------------------------- |
| Макиш — Јадран              | 2:0                       |
| Палилулац — Железник        | 2:0                       |
| Младост — Кошутњак          | 1:4                       |
| „21. мај“ — Кнежевац        | 1:0                       |
| Напредак — Михајло Пупин    | 1:2                       |
| Црвена звезда(ММЛ) — Победа | 7:0                       |

| 13. коло, 28. марта 1954.  | 13. коло, 28. марта 1954. |
| -------------------------- | ------------------------- |
| Црвена звезда(ММЛ) — Макиш | 2:2                       |
| Победа — Напредак          | 1:1                       |
| Михајло Пупин — „21. мај“  | 0:2                       |
| Кнежевац — Младост         | 3:3                       |
| Кошутњак — Палилулац       | 1:2                       |
| Железник — Јадран          | 3:1                       |

| 14. коло, 4. априла 1954.     | 14. коло, 4. априла 1954. |
| ----------------------------- | ------------------------- |
| Макиш — Железник              | 1:2                       |
| Јадран — Кошутњак             | 1:4                       |
| Палилулац — Кнежевац          | 1:0                       |
| Младост — Михајло Пупин       | 2:1                       |
| „21. мај“ — Победа            | 6:0                       |
| Напредак — Црвена звезда(ММЛ) | 4:0                       |

| 15. коло, 11. априла 1954.     | 15. коло, 11. априла 1954. |
| ------------------------------ | -------------------------- |
| Напредак — Макиш               | 4:0                        |
| Црвена звезда(ММЛ) — „21. мај“ | 1:2                        |
| Победа — Младост               | 2:0                        |
| Михајло Пупин — Палилулац      | 1:1                        |
| Кнежевац — Јадран              | 4:1                        |
| Кошутњак — Железник            | 4:0                        |

| 16. коло, 18. априла 1954.   | 16. коло, 18. априла 1954. |
| ---------------------------- | -------------------------- |
| Макиш — Кошутњак             | 1:7                        |
| Железник — Кнежевац          | 1:0                        |
| Јадран — Михајло Пупин       | 0:3                        |
| Палилулац — Победа           | 3:0                        |
| Младост — Црвена звезда(ММЛ) | 8:2                        |
| „21. мај“ — Напредак         | 2:1                        |

| 17. коло, 25. априла 1954.     | 17. коло, 25. априла 1954. |
| ------------------------------ | -------------------------- |
| „21. мај“ — Макиш              | 1:0                        |
| Напредак — Младост             | 3:2                        |
| Црвена звезда(ММЛ) — Палилулац | 1:2                        |
| Победа — Јадран                | 2:3                        |
| Михајло Пупин — Железник       | 2:1                        |
| Кнежевац — Кошутњак            | 1:4                        |

| 18. коло, 9. маја 1954.     | 18. коло, 9. маја 1954. |
| --------------------------- | ----------------------- |
| Макиш — Кнежевац            | 0:2                     |
| Кошутњак — Михајло Пупин    | 1:1                     |
| Железник — Победа           | 2:3                     |
| Јадран — Црвена звезда(ММЛ) | 2:3                     |
| Палилулац — Напредак        | 1:3                     |
| Младост — „21. мај“         | 1:5                     |

| 19. коло, 16. маја 1954.      | 19. коло, 16. маја 1954. |
| ----------------------------- | ------------------------ |
| Младост — Макиш               | 4:0                      |
| „21. мај“ — Палилулац         | (:)                      |
| Напредак — Јадран             | 1:0                      |
| Црвена звезда(ММЛ) — Железник | 7:0                      |
| Победа — Кошутњак             | 3:5                      |
| Михајло Пупин — Кнежевац      | 3:1                      |

| 16. коло, 18. априла 1954.   | 16. коло, 18. априла 1954. |
| ---------------------------- | -------------------------- |
| Макиш — Кошутњак             | 1:7                        |
| Железник — Кнежевац          | 1:0                        |
| Јадран — Михајло Пупин       | 0:3                        |
| Палилулац — Победа           | 3:0                        |
| Младост — Црвена звезда(ММЛ) | 8:2                        |
| „21. мај“ — Напредак         | 2:1                        |

| 17. коло, 25. априла 1954.     | 17. коло, 25. априла 1954. |
| ------------------------------ | -------------------------- |
| „21. мај“ — Макиш              | 1:0                        |
| Напредак — Младост             | 3:2                        |
| Црвена звезда(ММЛ) — Палилулац | 1:2                        |
| Победа — Јадран                | 2:3                        |
| Михајло Пупин — Железник       | 2:1                        |
| Кнежевац — Кошутњак            | 1:4                        |

| 18. коло, 9. маја 1954.     | 18. коло, 9. маја 1954. |
| --------------------------- | ----------------------- |
| Макиш — Кнежевац            | 0:2                     |
| Кошутњак — Михајло Пупин    | 1:1                     |
| Железник — Победа           | 2:3                     |
| Јадран — Црвена звезда(ММЛ) | 2:3                     |
| Палилулац — Напредак        | 1:3                     |
| Младост — „21. мај“         | 1:5                     |

| 19. коло, 16. маја 1954.      | 19. коло, 16. маја 1954. |
| ----------------------------- | ------------------------ |
| Младост — Макиш               | 4:0                      |
| „21. мај“ — Палилулац         | (:)                      |
| Напредак — Јадран             | 1:0                      |
| Црвена звезда(ММЛ) — Железник | 7:0                      |
| Победа — Кошутњак             | 3:5                      |
| Михајло Пупин — Кнежевац      | 3:1                      |

| 20. коло, 23. маја 1954.      | 20. коло, 23. маја 1954. |
| ----------------------------- | ------------------------ |
| Макиш — Михајло Пупин         | 2:4                      |
| Кнежевац — Победа             | 6:0                      |
| Кошутњак — Црвена звезда(ММЛ) | 1:0                      |
| Железник — Напредак           | 1:2                      |
| Јадран — „21. мај“            | 0:4                      |
| Палилулац — Младост           | 3:0                      |

| 21. коло, 30. маја 1954.      | 21. коло, 30. маја 1954. |
| ----------------------------- | ------------------------ |
| Палилулац — Макиш             | 4:1                      |
| Младост — Јадран              | 5:0                      |
| „21. мај“ — Железник          | 1:0                      |
| Напредак — Кошутњак           | 3:0                      |
| Црвена звезда(ММЛ) — Кнежевац | 2:3                      |
| Победа — Михајло Пупин        | 2:0                      |

| 22. коло, 6. јуна 1954.            | 22. коло, 6. јуна 1954. |
| ---------------------------------- | ----------------------- |
| Макиш — Победа                     | 4:3                     |
| Михајло Пупин — Црвена звезда(ММЛ) | 3:5                     |
| Кнежевац — Напредак                | 1:4                     |
| Кошутњак — „21. мај“               | 0:1                     |
| Железник — Младост                 | 3:4                     |
| Јадран — Палилулац                 | 0:3                     |

| 20. коло, 23. маја 1954.      | 20. коло, 23. маја 1954. |
| ----------------------------- | ------------------------ |
| Макиш — Михајло Пупин         | 2:4                      |
| Кнежевац — Победа             | 6:0                      |
| Кошутњак — Црвена звезда(ММЛ) | 1:0                      |
| Железник — Напредак           | 1:2                      |
| Јадран — „21. мај“            | 0:4                      |
| Палилулац — Младост           | 3:0                      |

| 21. коло, 30. маја 1954.      | 21. коло, 30. маја 1954. |
| ----------------------------- | ------------------------ |
| Палилулац — Макиш             | 4:1                      |
| Младост — Јадран              | 5:0                      |
| „21. мај“ — Железник          | 1:0                      |
| Напредак — Кошутњак           | 3:0                      |
| Црвена звезда(ММЛ) — Кнежевац | 2:3                      |
| Победа — Михајло Пупин        | 2:0                      |

| 22. коло, 6. јуна 1954.            | 22. коло, 6. јуна 1954. |
| ---------------------------------- | ----------------------- |
| Макиш — Победа                     | 4:3                     |
| Михајло Пупин — Црвена звезда(ММЛ) | 3:5                     |
| Кнежевац — Напредак                | 1:4                     |
| Кошутњак — „21. мај“               | 0:1                     |
| Железник — Младост                 | 3:4                     |
| Јадран — Палилулац                 | 0:3                     |

## Резултати по клубовима
|     | Клуб домаћин                  | 1   | 2   | 3   | 4   | 5   | 6   | 7    | 8   | 9   | 10  | 11   | 12  |
| --- | ----------------------------- | --- | --- | --- | --- | --- | --- | ---- | --- | --- | --- | ---- | --- |
| 1.  | Јадран, Београд               | XXX | 3:5 | 1:4 | 2:4 | 2:1 | 0:3 | 2:6  | 2:3 | 0:2 | 0:4 | 3:1  | 0:3 |
| 2.  | Железник, Железник            | 3:1 | XXX | 2:2 | 1:0 | 4:3 | 6:0 | 2:3  | 6:0 | 1:2 | 2:1 | 3:4  | 6:0 |
| 3.  | Кошутњак, Београд             | 1:0 | 4:0 | XXX | 2:2 | 6:1 | 1:1 | 2:5  | 1:0 | 3:0 | 0:1 | 1:3  | 1:2 |
| 4.  | Кнежевац, Кнежевац            | 4:1 | 3:0 | 1:4 | XXX | 4:1 | 4:1 | 6:0  | 3:0 | 1:4 | 0:4 | 3:3  | 0:1 |
| 5.  | Макиш, Београд                | 2:0 | 1:2 | 1:7 | 0:2 | XXX | 2:4 | 4:3  | 2:2 | 1:5 | 2:2 | 2:1  | 2:3 |
| 6.  | Михајло Пупин, Београд        | 1:1 | 2:1 | 1:2 | 3:1 | 7:0 | XXX | 2:10 | 3:5 | 4:1 | 0:2 | 3:2  | 1:1 |
| 7.  | Победа, Београд               | 2:3 | 2:2 | 3:5 | 2:0 | 3:0 | 2:0 | XXX  | 3:0 | 1:1 | 1:5 | 2:0  | 1:2 |
| 8.  | Црвена звезда, Мали Мокри Луг | 6:0 | 7:0 | 6:4 | 2:3 | 2:2 | 1:1 | 7:0  | XXX | 3:5 | 1:2 | 6:3  | 1:2 |
| 9.  | Напредак, Железник            | 1:0 | 1:2 | 3:0 | 2:3 | 4:0 | 1:2 | 5:1  | 4:0 | XXX | 3:3 | 3:2  | 1:1 |
| 10. | „21. Мај“, Кнежевац           | 5:1 | 1:0 | 3:2 | 1:0 | 1:0 | 2:0 | 6:0  | 8:0 | 2:1 | XXX | 10:1 | 2:5 |
| 11. | Младост, Кнежевац             | 5:0 | 2:1 | 1:4 | 0:4 | 4:0 | 2:1 | 4:4  | 8:2 | 4:6 | 1:5 | XXX  | 0:6 |
| 12. | Палилулац, Београд            | 3:0 | 2:0 | 1:2 | 1:0 | 4:1 | 4:0 | 3:0  | 9:0 | 1:3 | 2:2 | 3:0  | XXX |

| Победа домаћина | Нерешено | Пораз домаћина |

## Статистика
| Статистички подаци                    | Статистички подаци                                   |
| ------------------------------------- | ---------------------------------------------------- |
| Одиграно кола                         | 22 од 22                                             |
| Број утакмица у колу                  | 6 од 6                                               |
| Одиграно утакмица                     | 132 од 132                                           |
| Број победа домаћих клубова           | 67                                                   |
| Број утакмица без победника           | 16                                                   |
| Број победа гостујућих клубова        | 49                                                   |
| Укупно датих голова                   | 591                                                  |
| по колу:                              | 26,86                                                |
| по утакмици:                          | 4,48                                                 |
| Укупан број голова домаћих клубова    | 345                                                  |
| по колу:                              | 15,68                                                |
| по утакмици:                          | 2,61                                                 |
| Укупан број голова гостујућих клубова | 246                                                  |
| по колу:                              | 11,18                                                |
| по утакмици:                          | 1,86                                                 |
| Највећа победа домаћег клуба          | (+9) „21. Мај“, Кнежевац — Младост, Кнежевац (10:1)  |
| Највећа победа гостујућег клуба       | (-8) Михајло Пупин, Београд — Победа, Београд (2:10) |
| Највише датих голова на утакмици      | (12) Михајло Пупин, Београд — Победа, Београд (2:10) |
|                                       |                                                      |

## Табела
| М   | Клуб                          | Одиг | Победе | Нерешено | Порази | ДГ | ПГ | ГР  | Бод |
| --- | ----------------------------- | ---- | --- | --- | --- | -- | -- | --- | --- |
| 1.  | „21. Мај“, Кнежевац           | 22   | 17 | 3 - Коло 5. Напредак — „21. мај“ (3:3) 6. Макиш — „21. мај“ (2:2) 8. Палилулац — „21. мај“ (2:2)                                 | 2 - Коло 9. Железник — „21. мај“ (2:1) 19. „21. мај“ — Палилулац (2:5) | 72 | 22 | 50  | 37  |
| 2.  | Палилулац, Београд            | 22   | 16 - Коло 3. Кнежевац — Палилулац (0:1) 4. Палилулац — М. Пупин (4:0) 5. Победа — Палилулац (1:2) 6. Палилулац — Цр. Звезда (9:0) 9. Младост — Палилулац (0:6) 10. Макиш — Палилулац (2:3) 11. Палилулац — Јадран (3:0) 12. Палилулац — Железник (2:0) 13. Кошутњак — Палилулац (1:2) 14. Палилулац — Кнежевац (1:0) 16. Палилулац — Победа (3:0) 17. Цр. Звезда — Палилулац (1:2) 19. „21. мај“ — Палилулац (2:5) 20. Палилулац — Младост (3:0) 21. Палилулац — Макиш (4:1) 22. Јадран — Палилулац (0:3) | 3 - Коло 7. Напредак — Палилулац (1:1) 8. Палилулац — „21. мај“ (2:2) 15. М. Пупин — Палилулац (1:1)                             | 3 - Коло 1. Железник — Палилулац (6:0) 2. Палилулац — Кошутњак (1:2) 18. Палилулац — Напредак (1:3) | 59 | 23 | 36  | 35  |
| 3.  | Напредак, Железник            | 22   | 13 - Коло 2. Напредак — Победа (5:1) 3. Цр. Звезда — Напредак (3:5) 4. Макиш — Напредак (1:5) 6. Младост — Напредак (4:6) 8. Јадран — Напредак (0:2) 14. Напредак — Цр. Звезда (4:0) 15. Напредак — Макиш (4:0) 17. Напредак — Младост (3:2) 18 Палилулац — Напредак (1:3) 19. Напредак — Јадран (1:0) 20. Железник — Напредак (1:2) 21 Напредак — Кошутњак (3:0) | 3 - Коло 5. Напредак — „21. мај“ (3:3) 7. Напредак — Палилулац (1:1) 13. Победа — Напредак (1:1)                                 | 6 - Коло 1. М. Пупин — Напредак (4:1) 9. Напредак — Железник (1:2) 10. Кошутњак — Напредак (3:0) 11. Напредак — Кнежевац (2:3) 12. Напредак — М. Пупин (1:2) 16. „21. мај“ — Напредак (2:1) | 58 | 35 | 23  | 29  |
| 4.  | Кошутњак, Београд             | 22   | 12 - Коло 2. Палилулац — Кошутњак (1:2) 3. Кошутњак — Јадран (1:0) 5. Кошутњак — Макиш (6:1) 7. М. Пупин — Кошутњак (1:2) 10. Кошутњак — Напредак (3:0) 12. Младост — Кошутњак (1:4) 14. Јадран — Кошутњак (1:4) 15. Кошутњак — Железник (4:0) 16. Макиш — Кошутњак (1:7) 17. Кнежевац — Кошутњак (1:4) 19. Победа — Кошутњак (3:5) 20. Кошутњак — Цр. Звезда (1:0) | 3 - Коло 4. Железник — Кошутњак (2:2) 6. Кошутњак — Кнежевац (2:2) 18. Кошутњак — М. Пупин (1:1)                                 | 7 - Коло 1. Кошутњак — Младост (1:3) 8. Кошутњак — Победа (2:5) 9. Цр. Звезда — Кошутњак (6:4) 11. „21. мај“ — Кошутњак (3:2) 13. Кошутњак — Палилулац (1:2) 21. Напредак — Кошутњак (3:0) 22. Кошутњак — „21. мај“ (0:1) | 58 | 38 | 20  | 27  |
| 5.  | Кнежевац, Кнежевац            | 22   | 11 - Коло 2. Младост — Кнежевац (0:4) 4. Јадран — Кнежевац (2:4) 5. Кнежевац — Железник (3:0) 7. Кнежевац — Макиш (4:1) 8. Кнежевац — М. Пупин (4:1) 10. Кнежевац — Цр. Звезда (3:0) 11. Напредак — Кнежевац (2:3) 15. Кнежевац — Јадран (4:1) 18. Макиш — Кнежевац (0:2) 20. Кнежевац — Победа (6:0) 21. Цр. Звезда — Кнежевац (2:3) | 2 - Коло 6. Кошутњак — Кнежевац (2:2) 13. Кнежевац — Младост (3:3)                                                               | 9 - Коло 1. Кнежевац — „21. мај“ (0:4) 3. Кнежевац — Палилулац (0:1) 9. Победа — Кнежевац (2:0) 12. „21. мај“ — Кнежевац (1:0) 14. Палилулац — Кнежевац (1:0) 16. Железник — Кнежевац (1:0) 17. Кнежевац — Кошутњак (1:4) 19. М. Пупин — Кнежевац (3:1) 22. Кнежевац — Напредак (1:4) | 48 | 35 | 13  | 24  |
| 6.  | Железник, Железник            | 22   | 10 - Коло 1. Железник — Палилулац (6:0) 2. Јадран — Железник (3:5) 3. Железник — Макиш (4:3) 6. Железник — М. Пупин (6:0) 8. Железник — Цр. Звезда (6:0) 9. Напредак — Железник (1:2) 10. Железник — „21. мај“ (2:1) 13. Железник — Јадран (3:1) 14. Макиш — Железник (1:2) 16. Железник — Кнежевац (1:0) | 2 - Коло 4. Железник — Кошутњак (2:2) 7. Победа — Железник (2:2)                                                                 | 10 - Коло 5. Кнежевац — Железник (3:0) 11. Младост — Железник (2:1) 12. Палилулац — Железник (2:0) 15. Кошутњак — Железник (4:0) 17. М. Пупин — Железник (2:1) 18. Железник — Победа (2:3) 19. Цр. Звезда — Железник (7:0) 20. Железник — Напредак (1:2) 21. „21. мај“ — Железник (1:0) 22. Железник — Младост (3:4) | 43 | 44 | -1  | 22  |
| 7.  | Победа, Београд               | 22   | 9 - Коло 1. Победа — Цр. Звезда (3:0) 6. Јадран — Победа (2:6) 8. Кошутњак — Победа (2:5) 9. Победа — Кнежевац (2:0) 10. М. Пупин — Победа (2:10) 11. Победа — Макиш (3:0) 15. Победа — Младост (2:0) 18. Железник — Победа (2:3) 21. Победа — М. Пупин (2:0) | 3 - Коло 4. Младост — Победа (4:4) 7. Победа — Железник (2:2) 13. Победа — Напредак (1:1)                                        | 10 - Коло 2. Напредак — Победа (5:1) 3. Победа — „21. мај“ (1:5) 5. Победа — Палилулац (1:2) 12. Цр. Звезда — Победа (7:0) 14. „21. мај“ — Победа (6:0) 16. Палилулац — Победа (3:0) 17. Победа — Јадран (2:3) 19. Победа — Кошутњак (3:5) 20. Кнежевац — Победа (6:0) 22. Макиш — Победа (4:3) | 51 | 57 | -6  | 21  |
| 8.  | Михајло Пупин, Београд        | 22   | 8 - Коло 1. М. Пупин — Напредак (4:1) 3. М. Пупин — Младост (3:2) 9. М. Пупин — Макиш (7:0) 12. Напредак — М. Пупин (1:2) 16. Јадран — М. Пупин (0:3) 17. М. Пупин — Железник (2:1) 19. М. Пупин — Кнежевац (3:1) 20. Макиш — М. Пупин (2:4) | 4 - Коло 5. М. Пупин — Јадран (1:1) 11. Цр. Звезда — М. Пупин (1:1) 15. М. Пупин — Палилулац (1:1) 18. Кошутњак — М. Пупин (1:1) | 10 - Коло 2. „21. мај“ — М. Пупин (2:0) 4. Палилулац — М. Пупин (4:0) 6. Железник — М. Пупин (6:0 7. М. Пупин — Кошутњак (1:2) 8. Кнежевац — М. Пупин (4:1) 10. М. Пупин — Победа (2:10) 13. М. Пупин — „21. мај“ (0:2) 14. Младост — М. Пупин (2:1) 21. Победа — М. Пупин (2:0) 22. М. Пупин — Цр. Звезда (3:5) | 40 | 41 | 1   | 20  |
| 9.  | Црвена Звезда, Мали Мокри Луг | 22   | 7 - Коло 5. Цр. Звезда — Младост (6:3) 7. Цр. Звезда — Јадран (6:0) 9. Цр. Звезда — Кошутњак (6:4) 12. Цр. Звезда — Победа (7:0) 18. Јадран — Цр. Звезда (2:3) 19. Цр. Звезда — Железник (7:0) 22. М. Пупин — Цр. Звезда (3:5) | 3 - Коло 2. Макиш — Цр. Звезда (2:2) 11. Цр. Звезда — М. Пупин (1:1) 13. Цр. Звезда — Макиш (2:2)                                | 12 - Коло 1. Победа — Цр. Звезда (3:0) 3. Цр. Звезда — Напредак (3:5) 4. „21. мај“ — Цр. Звезда (8:0) 6. Палилулац — Цр. Звезда (9:0) 8. Железник — Цр. Звезда (6:0) 10. Кнежевац — Цр. Звезда (3:0) 14. Напредак — Цр. Звезда (4:0) 15. Цр. Звезда — „21. мај“ (1:2) 16. Младост — Цр. Звезда (8:2) 17. Цр. Звезда — Палилулац (1:2) 20. Кошутњак — Цр. Звезда (1:0) 21. Цр. Звезда — Кнежевац (2:3) | 54 | 71 | -17 | 17  |
| 10. | Младост, Кнежевац             | 22   | 7 - Коло 1. Кошутњак — Младост (1:3) 11. Младост — Железник (2:1) 14. Младост — М. Пупин (2:1) 16. Младост — Цр. Звезда (8:2) 19. Младост — Макиш (4:0) 21. Младост — Јадран (5:0) 22. Железник — Младост (3:4) | 2 - Коло 4. Младост — Победа (4:4) 13. Кнежевац — Младост (3:3)                                                                  | 13 - Коло 2. Младост — Кнежевац (0:4) 3. М. Пупин — Младост (3:2) 5. Цр. Звезда — Младост (6:3) 6. Младост — Напредак (4:6) 7. „21. мај“ — Младост (10:1) 8. Макиш — Младост (2:1) 9. Младост — Палилулац (0:6) 10. Јадран — Младост (3:1) 12. Младост — Кошутњак (1:4) 15. Победа — Младост (2:0) 17. Напредак — Младост (3:2) 18. Младост — „21. мај“ (1:5) 20. Палилулац — Младост (3:0) | 51 | 72 | -21 | 16  |
| 11. | Макиш, Београд                | 22   | 3 - Коло 8. Макиш — Младост (2:1) 12. Макиш — Јадран (2:0) 22. Макиш — Победа (4:3) | 3 - Коло 2. Макиш — Цр. Звезда (2:2) 6. Макиш — „21. мај“ (2:2) 13. Цр. Звезда — Макиш (2:2)                                     | 16 - Коло 1. Јадран — Макиш (2:1) 3. Железник — Макиш (4:3) 4. Макиш — Напредак (1:5) 5. Кошутњак — Макиш (6:1) 7. Кнежевац — Макиш (4:1) 9. М. Пупин — Макиш (7:0) 10. Макиш — Палилулац (2:3) 11. Победа — Макиш (3:0) 14. Макиш — Железник (1:2) 15. Напредак — Макиш (4:0) 16. Макиш — Кошутњак (1:7) 17. „21. мај“ — Макиш (1:0) 18. Макиш — Кнежевац (0:2) 19. Младост — Макиш (4:0) 20. Макиш — М. Пупин (2:4) 21. Палилулац — Макиш (4:1)                                                                            | 28 | 72 | -44 | 9   |
| 12. | Јадран, Београд               | 22   | 3 - Коло 1. Јадран — Макиш (2:1) 10. Јадран — Младост (3:1) 17. Победа — Јадран (2:3) | 1 - Коло 5. М. Пупин — Јадран (1:1)                                                                                              | 18 - Коло 2. Јадран — Железник (3:5) 3. Кошутњак — Јадран (1:0) 4. Јадран — Кнежевац (2:4) 6. Јадран — Победа (2:6) 7. Цр. Звезда — Јадран (6:0) 8. Јадран — Напредак (0:2) 9. „21. мај“ — Јадран (5:1) 11. Палилулац — Јадран (3:0) 12. Макиш — Јадран (2:0) 13. Железник — Јадран (3:1) 14. Јадран — Кошутњак (1:4) 15. Кнежевац — Јадран (4:1) 16. Јадран — М. Пупин (0:3) 18. Јадран — Цр. Звезда (2:3) 19. Напредак — Јадран (1:0) 20. Јадран — „21. мај“ (0:4) 21. Младост — Јадран (5:0) 22. Јадран — Палилулац (0:3) | 22 | 69 | -47 | 7   |

Напомена: За победу добијало се 2 бода, нерешено 1 бод 
За сезону 1954/55.
У Први разред подсавеза Београда прешли су:
„21. мај” из Кнежевца се као првопласирани тим и
Палилулац из Београда као другопласирани.
Напредак из Железника кроз бараж са трећепласираним тимом из /Б разреда Београдског подсавеза.
У Трећи разред Београдског подсавеза прешао је:
Јадран из Београда као најлошије пласирани тим.